# Apostilb
Apostilb (někdy též Blondel) je starší jednotka jasu v soustavě CGS. Odpovídá jasu dokonale rozptylující desky o ploše 1 m², která vyzařuje světelný tok 1 lumen. Jednotka byla zavedena v Německu, od roku 1978 by ale neměla být používána. Alternativní název Blondel (podle André Blondela) byl v Německu používán v letech 1942-1948.
Přepočet:
- 1 asb = 1/π · cd/m²
- 1 asb = 1/π · {\displaystyle 10^{-4}} sb

Přibližně:
- 3,14 asb = 1 cd/m²
- 1 asb = 0,3183 cd/m².